# 빅토르 바신
빅토르 블라디미로비치 바신(Виктор Владимирович Васин, 1988년 10월 6일, 러시아 레닌그라드 ~ )는 러시아의 축구 선수로 활약하고 있다.